# Greenock, Pennsylvania
Greenock är en ort i Allegheny County, Pennsylvania, USA.